# بخش تنب
بخش تنب، یکی از بخش‌های شهرستان ابوموسی در استان هرمزگان ایران است. مرکز این بخش، شهر تنب بزرگ است.

## تقسیمات کشوری
- بخش تنب
  - دهستان تنب

شهر: تنب بزرگ

## جمعیت
بر پایه سرشماری عمومی نفوس و مسکن در سال ۱۳۹۵، جمعیت بخش تنب برابر با ۱٬۱۴۸ نفر بوده‌است.